# Александар Волков (одбојкаш)
Александар Александрович Волков (рус. Александр Александрович Волков;  Москва, 14. фебруар 1985) руски је одбојкаш.

## Биографија
Рођен је 14. фебруара 1985. године у Москви. Игра на позицији средњег блокера. Са московским Динамом је освојио треће место у ЦЕВ Лиги шампиона 2006/07. и проглашен је за најбољег блокера фајнал-фора.
У дресу Зенита Казањ је освојио Лигу шампиона 2011/12, руску Суперлигу и треће место на Светском клупском првенству.
Са репрезентацијом Русије освојио је злато на Олимпијским играма у Лондону 2012. године, после победе у финалу над Бразилом. На Играма у Пекингу 2008. године освојио је бронзану медаљу. Играо је и на Олимпијским играма у Рио де Жанеиру 2016, када су Руси заузели четврто место. Са сениорском репрезентацијом је освојио још сребрну медаљу на Европском првенству 2007. године.

## Успеси
Русија
- медаље
- злато: Олимпијске игре Лондон 2012.
- бронза: Олимпијске игре Пекинг 2008.